# Lupinus mollis
Lupinus mollis är en ärtväxtart som beskrevs av Amos Arthur Heller. Lupinus mollis ingår i släktet lupiner, och familjen ärtväxter. Inga underarter finns listade i Catalogue of Life.